# Krasnica, Ruda
Krasnica (nemško Kraßnitz) je naselje v Občini Ruda v Okraju Velikovec na Koroškem v Avstriji.